# Areta
Areta je ženské křestní jméno řeckého původu. Často je spojováno se jménem řeckého boha války Arése, nebo se určuje jako odvozené od řeckého slova areté a vykládá se jako „dobrodinec“.
Podle maďarského kalendáře má svátek 11. dubna.

## Areta v jiných jazycích
- slovensky, německy: Areta
- anglicky: Aretha

## Známé nositelky jména
- Aretha Franklin – americká zpěvačka